# Adrian Jansen
Adrian Jasen (ur. 1528 lub 1532, zm. 9 lipca 1572 w Brielle) – holenderski norbertanin, kapłan, kapelan, jeden z męczenników z Gorkum i święty Kościoła katolickiego.

## Życiorys
Adrian Jasen urodził się w 1528 lub 1532 roku. W wieku 20 lat złożył śluby zakonne, a potem prawdopodobnie otrzymał święcenia kapłańskie. Był mistrzem nowicjuszy i kapelanem. Aresztowany w czasie prześladowań katolików przez kalwinistów. Za odmowę wyrzeczenia się wiary w obecność Chrystusa pod postaciami Eucharystycznymi i przywiązanie do papiestwa został stracony przez powieszenie. 24 listopada 1675 roku beatyfikowany przez Klemensa X, a 29 czerwca 1867 kanonizowany przez Piusa IX.